# St. Johann Baptist (Herrenstrunden)

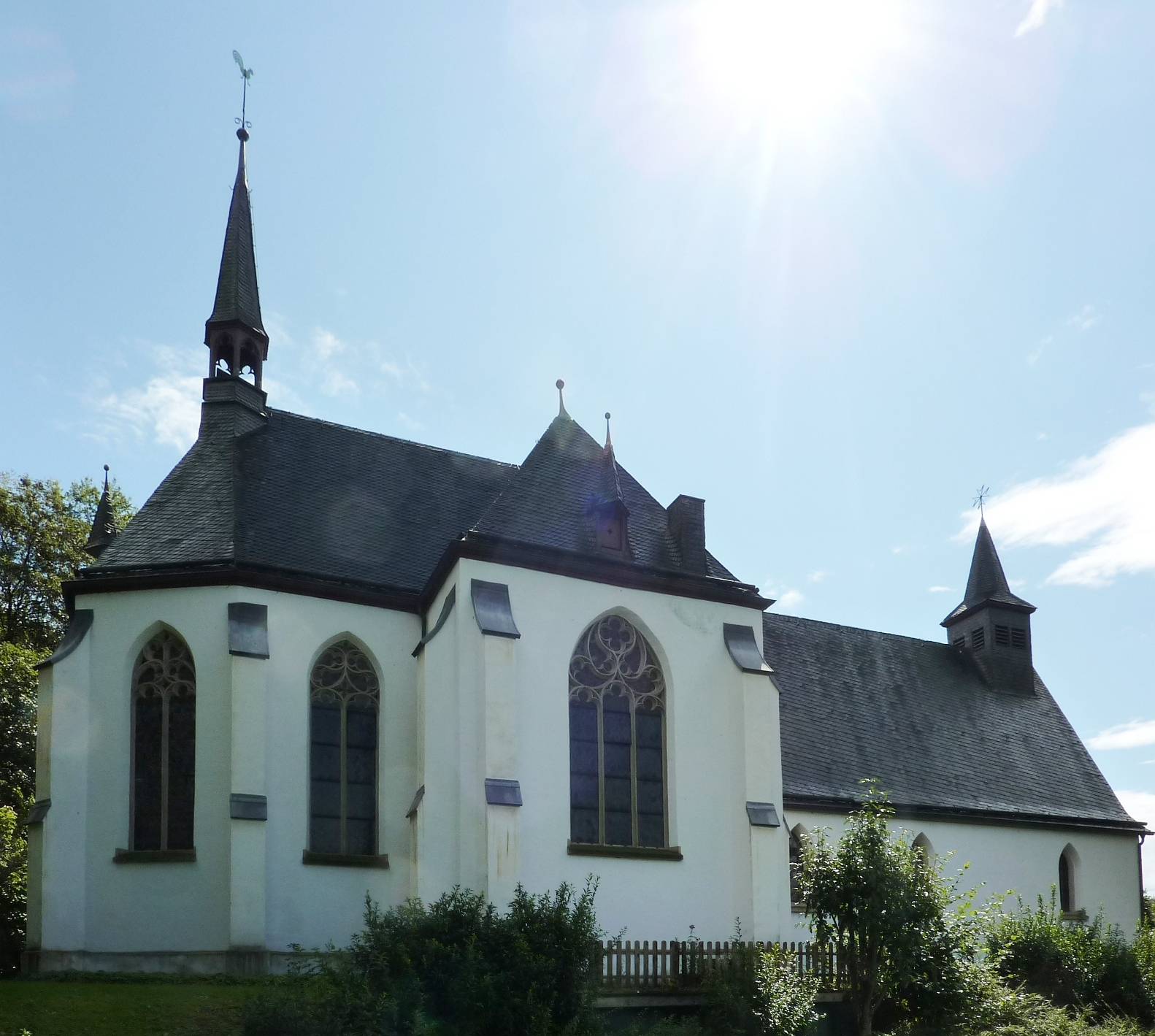
St. Johann Baptist zu Herrenstrunden

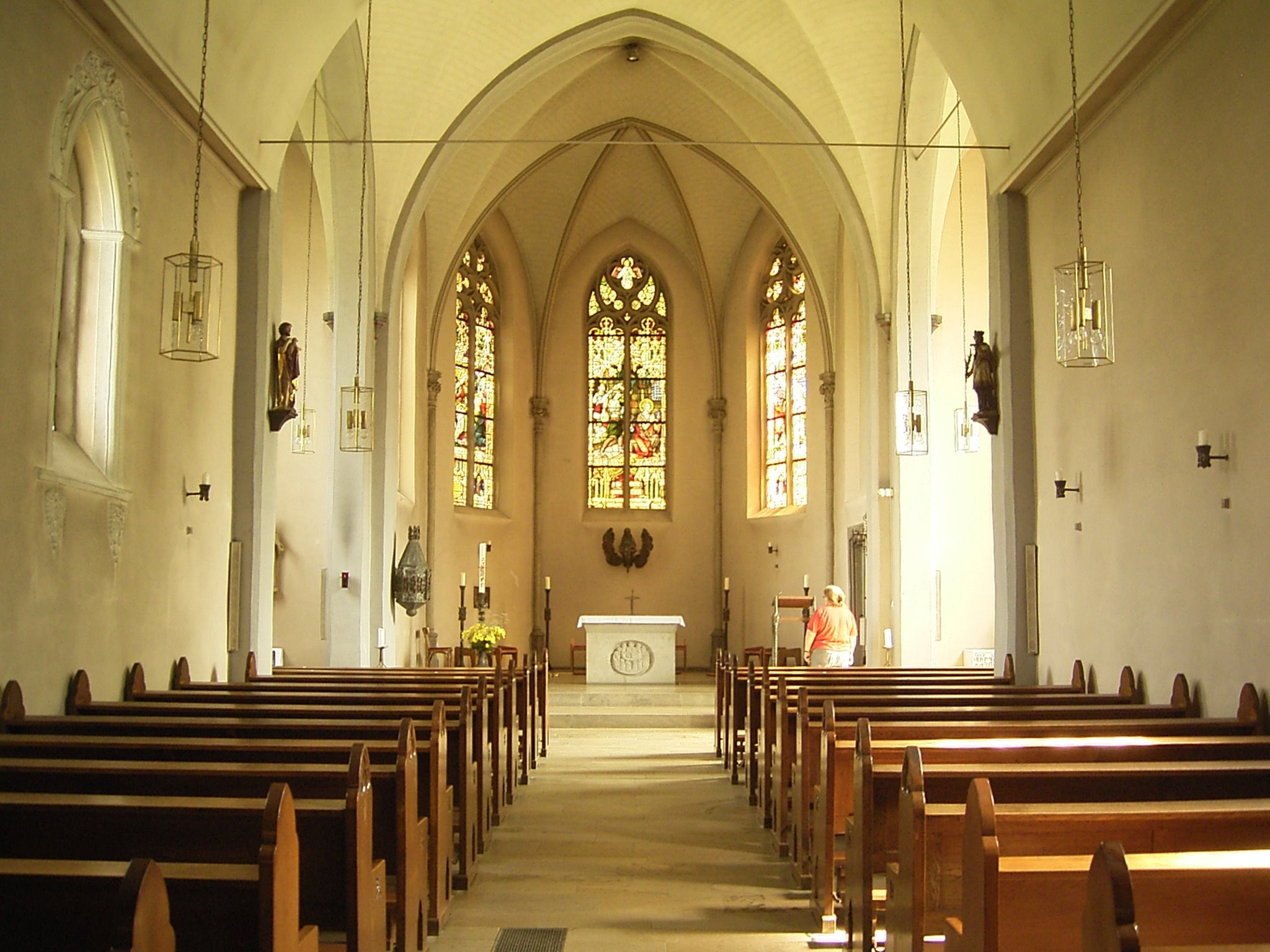
Inneres

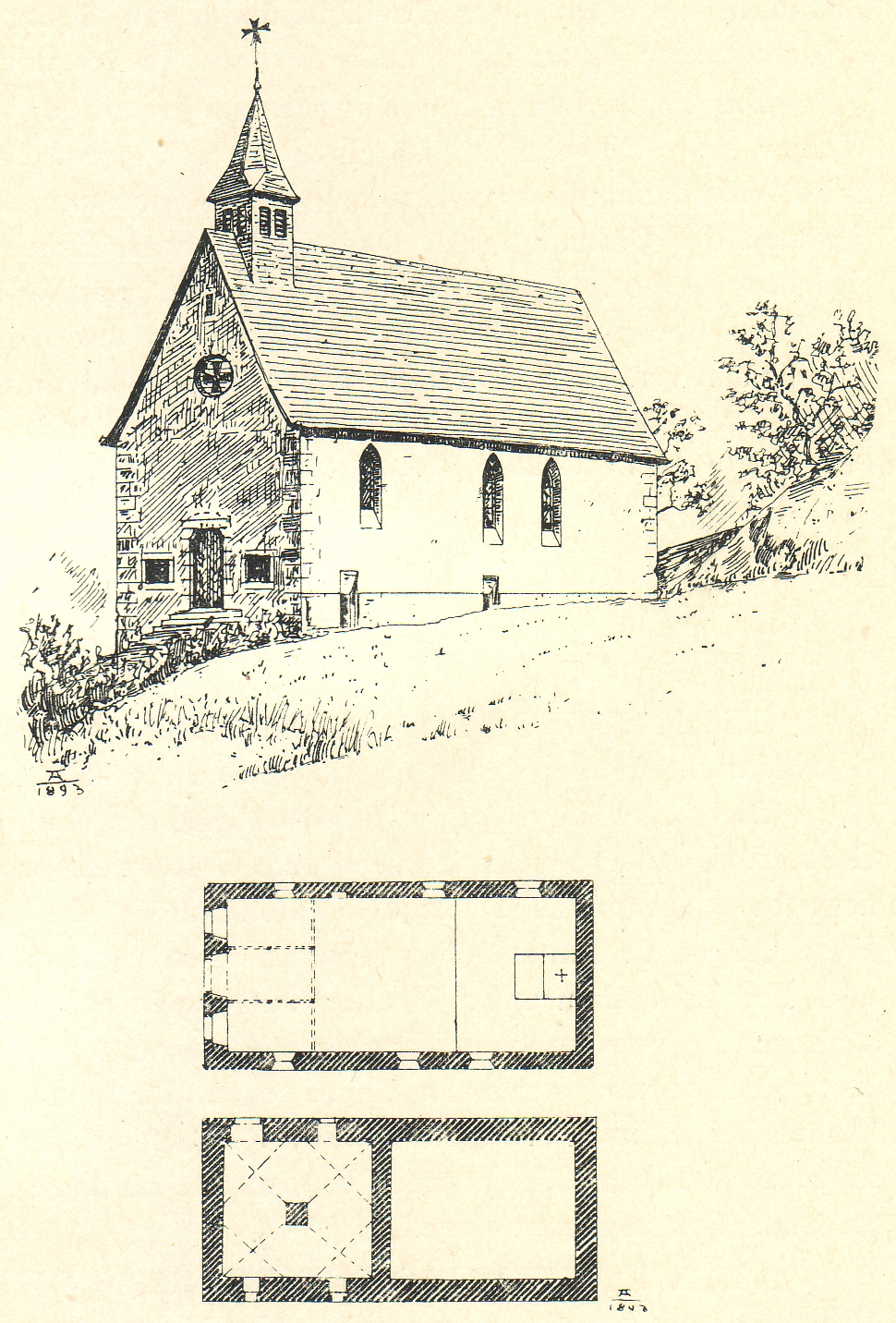
Ansicht und Grundriss der alten Kapelle 1847

St. Johann Baptist ist die römisch-katholische Pfarrkirche von Herrenstrunden. Die Kirche ist aus einer Kapelle einer Kommende der Johanniter hervorgegangen.

## Geschichte
Die Johanniterkommende in Herrenstrunden entstand als Abzweigung der Kommende in Schloss Burg im 13. Jahrhundert. Eine ausdrückliche urkundliche Erwähnung der Kommende findet sich im Jahr 1277, wo von Herkerode die Rede ist. Die Kommende befand sich wohl kurzzeitig im benachbarten Herkenrath, die dortige Pfarrkirche war später im Besitz der Kommende in Herrenstrunden. In der Folgezeit waren Burg und Herrenstrunden meist in der Hand eines Komturs vereint. 1328 wurde die Kommende zur Ballei erhoben, die die Kommenden in Burg, Solingen, Düren, Duisburg und Walsum vereinigte. 1806 erfolgte die Aufhebung der Ballei.

## Architektur
Die heutige verputzte Kirche besteht im Kern aus einem um 1345 entstandenen rechteckigen Kapellenbau, der 1555 durchgreifend verändert wurde. 1904 erfolgte eine neogotische Erweiterung nach Osten um Querhaus und Chor. Die ursprünglich flache Decke der Kapelle wurde 1911 durch eine Holztonne ersetzt. Die Rundscheibe des Mittelfensters in der Südwand ist mit 1556 bezeichnet; es zeigt den Komtur Joachim Sparr von Trampe. Unter der westlichen Hälfte der alten Kapelle befindet sich eine Gruft mit vier gratigen Kreuzgewölben auf einem einfachen Mittelpfeiler.

## Denkmal
Die Kirche wurde als Nr. 29 in der Liste der Baudenkmäler in Bergisch Gladbach eingetragen.

## Pfarrgemeinde
Die Kirche bildet seit 2011 zusammen mit St. Joseph (Heidkamp), St. Maria Frieden (Eikamp), St. Severin (Sand), St. Antonius Abbas (Herkenrath) und  St. Maria Empfängnis (Bärbroich) die Pfarrgemeinde St. Joseph und St. Antonius im Kreisdekanat Rheinisch-Bergischer Kreis (Erzbistum Köln).